# Gleitbilche
Die Gleitbilche (Idiurus) sind eine Gattung sehr kleiner Dornschwanzhörnchen, die in den tropischen Regenwäldern Afrikas leben. Trotz ihres Namens besteht mit den Bilchen keine Verwandtschaft.
Wie ihre größeren Verwandten, die Echten Dornschwanzhörnchen (Anomalurus), haben Gleitbilche eine Flughaut, die sich von der Elle zum Fußgelenk spannt und ein Gleiten nach Art der (nicht verwandten) Gleithörnchen ermöglicht. Ebenso haben Gleitbilche die dornigen Schuppen an der Schwanzunterseite, die der Familie den Namen gegeben hat. Ihre Besonderheit ist die geringe Größe: Mit einer Kopfrumpflänge von 7 bis 9 cm und einem 8 bis 13 cm langen Schwanz erreichen sie nur ein Fünftel bis ein Drittel der Größe ihrer Verwandten der Gattung Anomalurus.
Gleitbilche sind nachtaktiv und verbringen den Tag in Baumhöhlen. Nur wenig ist über ihre Lebensweise bekannt. Sie scheinen sich hauptsächlich von Früchten zu ernähren und in Kolonien von 12 bis 100 Tieren zu leben. Zwar werden Gleitbilche nur äußerst selten gesehen, doch hängt dies wohl mit ihrer verborgenen Lebensweise in den Baumwipfeln zusammen. Es wird nicht angenommen, dass sie selten oder bedroht sind.
Zwei Arten werden unterschieden:
- Zenkers Gleitbilch, Idiurus zenkeri, Zentralafrika
- Großohr-Gleitbilch, Idiurus macrotis, West- und Zentralafrika

Zwei weitere Arten, die früher manchmal als Idiurus langi und Idiurus panga aufgestellt wurden, werden heute als identisch mit dem Großohr-Gleitbilch angesehen.